# Mustapha Carayol
Pour les articles homonymes, voir Carayol.
Mustapha Soon Carayol, né le 4 septembre 1988 à Banjul, est un footballeur  international Gambien (7 sélections) comme ailier.

## Biographie
Le 8 janvier 2016, il est prêté à Leeds United.
Le 31 août 2016 il rejoint Nottingham Forest.
Le 31 janvier 2018, il rejoint Ipswich Town.